# 尖嘴長吻鰩
尖嘴長吻鰩（學名：Dipturus lanceorostratus），為軟骨魚綱鰩目鰩科長吻鰩屬的一種，分布於西印度洋莫三比克林波波河河口外海海域，深度可達439公尺，本魚體盤有稜角，底面光滑，除了邊緣和吻端有小齒外，椎間盤和尾部上表面的刺明顯比周圍皮膚淺，上部深灰色，背面有許多小的亮點，腹面灰色有黑色孔，鰓周圍和盤緣前部有淺色區域，有細長的、銳三角形的鼻子和非常細長的尾巴，體長可達82公分，棲息在大陸棚及大陸坡上層沙泥底質海域，為底棲性魚類，肉食性，卵生，生活習性不明。